# Oporornis agilis
Az Oporornis agilis a madarak osztályának verébalakúak (Passeriformes) rendjébe és az újvilági poszátafélék (Parulidae) családjába tartozó Oporornis nem egyetlen faja.

## Rendszerezése
A fajt Alexander Wilson amerikai ornitológus írta le 1812-ben, a Sylvia nembe Sylvia agilis néven.

## Előfordulása
Észak-Amerikában költ, telelni a Karib-térségen keresztül Dél-Amerikába vonul. A természetes élőhelye mérsékelt övi erdők, valamint szubtrópusi és trópusi síkvidéki erdők. Vonuló faj.

## Megjelenése
Átlagos testhossza 15 centiméter, testtömege 11–27 gramm.

## Életmódja
Gerinctelenekkel és gyümölcsökkel táplálkozik.